# بنیامین سیگریست
بنیامین سیگریست (انگلیسی: Benjamin Siegrist؛ زادهٔ ۳۱ ژانویهٔ ۱۹۹۲) بازیکن فوتبال اهل سوئیس است.
از باشگاه‌هایی که در آن بازی کرده‌است می‌توان به باشگاه فوتبال فادوتس، باشگاه فوتبال وایکام واندررز، باشگاه فوتبال برتون آلبیون، باشگاه فوتبال استون ویلا، باشگاه فوتبال سولیهال مورس، و باشگاه فوتبال کمبریج یونایتد اشاره کرد.